# Huyện Patuakhali
Patuakhali là một huyện thuộc division Barisal, Bangladesh. Huyện này có diện tích 3205 km², dân số năm 2002 là 1444340 người, mật độ dân số là 451 người/km².